# 3307 Athabasca
3307 Athabasca (1981 DE1) là một tiểu hành tinh vành đai chính được phát hiện ngày 28 tháng 2 năm 1981 bởi Bus, S. J. ở Siding Spring.